# Gefecht bei Schindellegi
Lengnau · Grenchen · Ruhsel · Büren · Col de la Croix · St. Niklaus · Fraubrunnen · Neuenegg · Grauholz · Hägglingen · Wollerau · Stucketen-Chäppeli · Schindellegi · Rothenthurm · Morgarten · Pfyn I · Nidwalden · Pfyn II

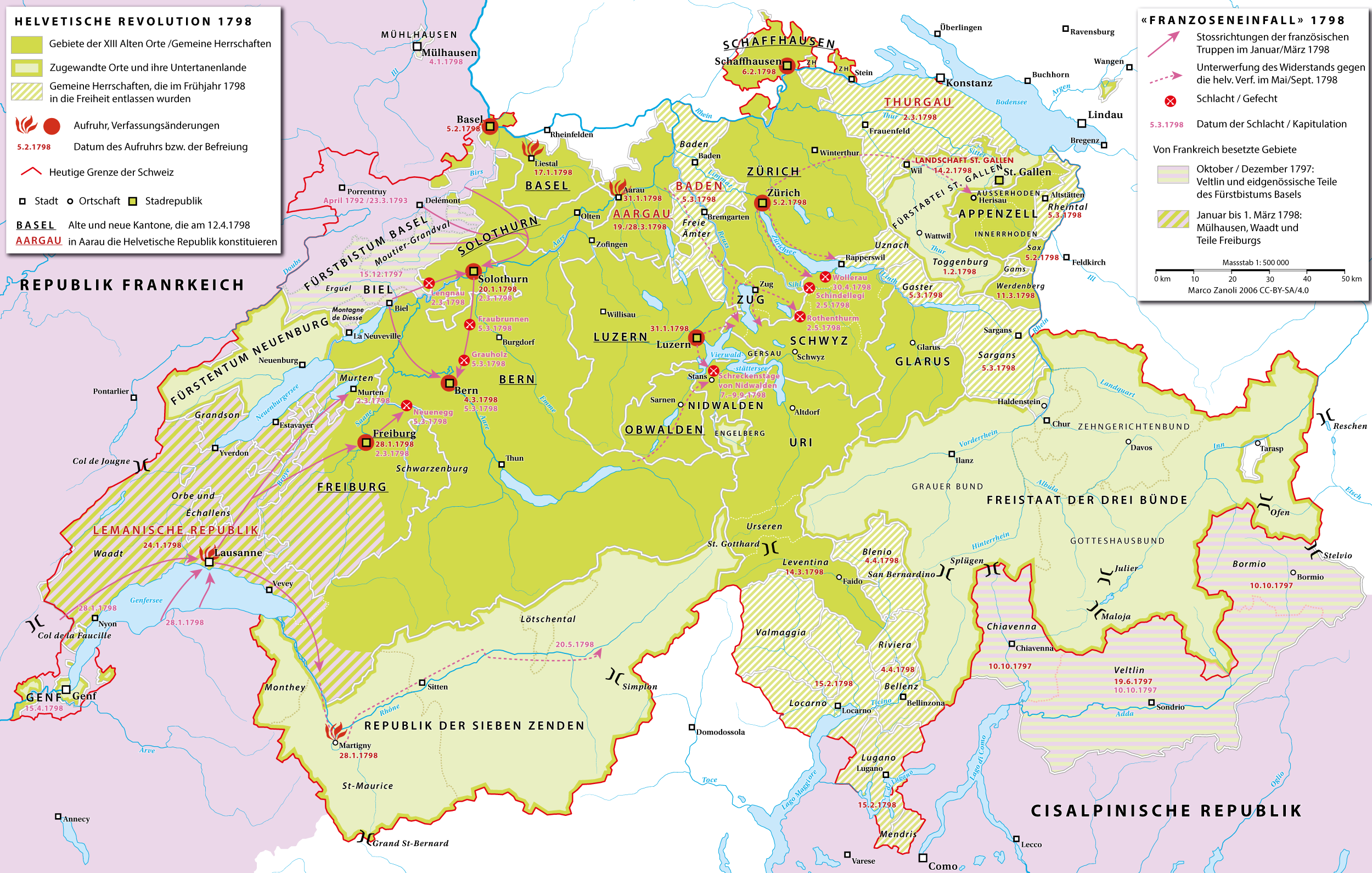

Im Gefecht bei Schindellegi (Gemeinde Feusisberg) im Bezirk Höfe, einem ehemaligen Untertanengebiet von Schwyz, wehrten am 2. Mai 1798 (13. Floréal Jahr VI) Schwyzer und Höfner einen Angriff französischer Truppen ab, mussten sich aber anschliessend zurückziehen.

## Vorgeschichte
Als die Kantone Uri, Schwyz, Nidwalden, Glarus und Zug unter Führung des Schwyzer Landeshauptmanns Alois von Reding gegen die am 12. April ausgerufene Helvetische Republik zu Felde zogen, schickte Frankreich der neu entstandenen Tochterrepublik eine Division unter General Balthasar von Schauenburg zu Hilfe. Im Gefecht bei Wollerau, das sich zum Teil auf Zürcher Boden abspielte, besiegte am 30. April eine von Zürcher Truppen unterstützte französische Aufklärungseinheit unter Generaladjutant Philibert Fressinet die von Höfnern, Märchlern, Einsiedlern, Sargansern und Gästlern unterstützten Glarner unter Oberst Fridolin Paravicini. Die Franzosen stiessen darauf in die Linthebene, noch nicht aber Richtung Schwyz vor.

## Verlauf

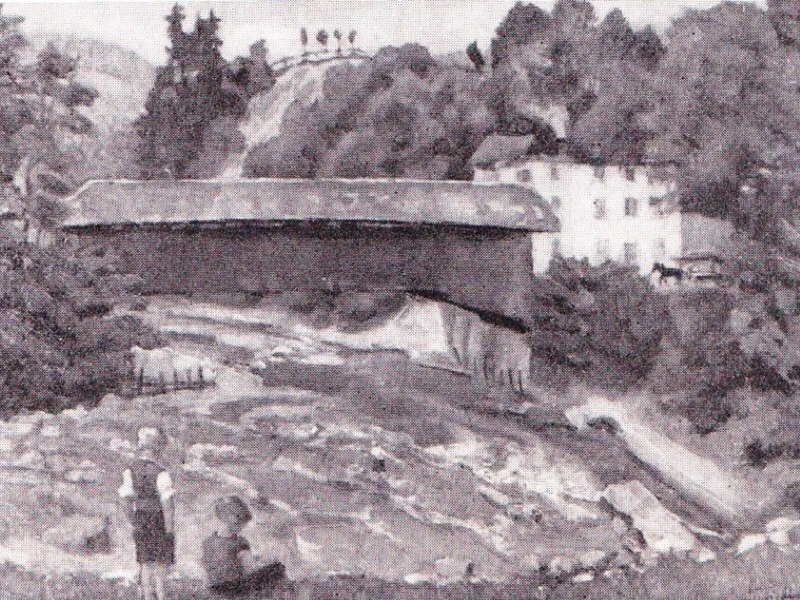
Von den Schwyzern unpassierbar gemacht: Grubenmann-Brücke
in Schindellegi

Das Gefecht bei Schindellegi wird in der Literatur unterschiedlich dargestellt: Leonard Meister rückte es in der staatstragenden Zeitung der Helvetischen Republik, dem Schweizerischen Republikaner, in die Nähe der Religionskriege des 17. und 18. Jahrhunderts. Heinrich Zschokke schuf mit dem Kampf und Untergang der schweizerischen Berg- und Waldkantone einen Panegyrikus auf Reding, wobei er sich auf dessen eigene Aufzeichnungen stützte, während ihm der Zugang zum Archiv der Helvetischen Republik verwehrt blieb. Die im Professbuch des Klosters Einsiedeln enthaltene Lebensbeschreibung von Redings Gegenspieler Pfarrer Marian Herzog verteidigt den „General im Ordenskleid“ gegen den von Zschokke erhobenen Vorwurf der Feigheit. Für den ehemaligen Schwyzer Leutnant Joseph Anton Bellmont schliesslich stand bei der Abfassung seiner Autobiografie die Ermordung seines Onkels Major Balthasar Bellmont und seine eigene Rolle als junger Kompaniekommandant im Vordergrund.
Die nachstehend zitierten Berichte sind nach dem Zeitpunkt ihrer Entstehung bzw. Veröffentlichung geordnet. Wie bei militärischen Auseinandersetzungen üblich, übertrieben beide Kriegsparteien die Stärke des Gegners und dessen Verluste. Deshalb wurde ein Teil der entsprechenden Angaben weggelassen.
Nach dem Schweizerischen Republikaner

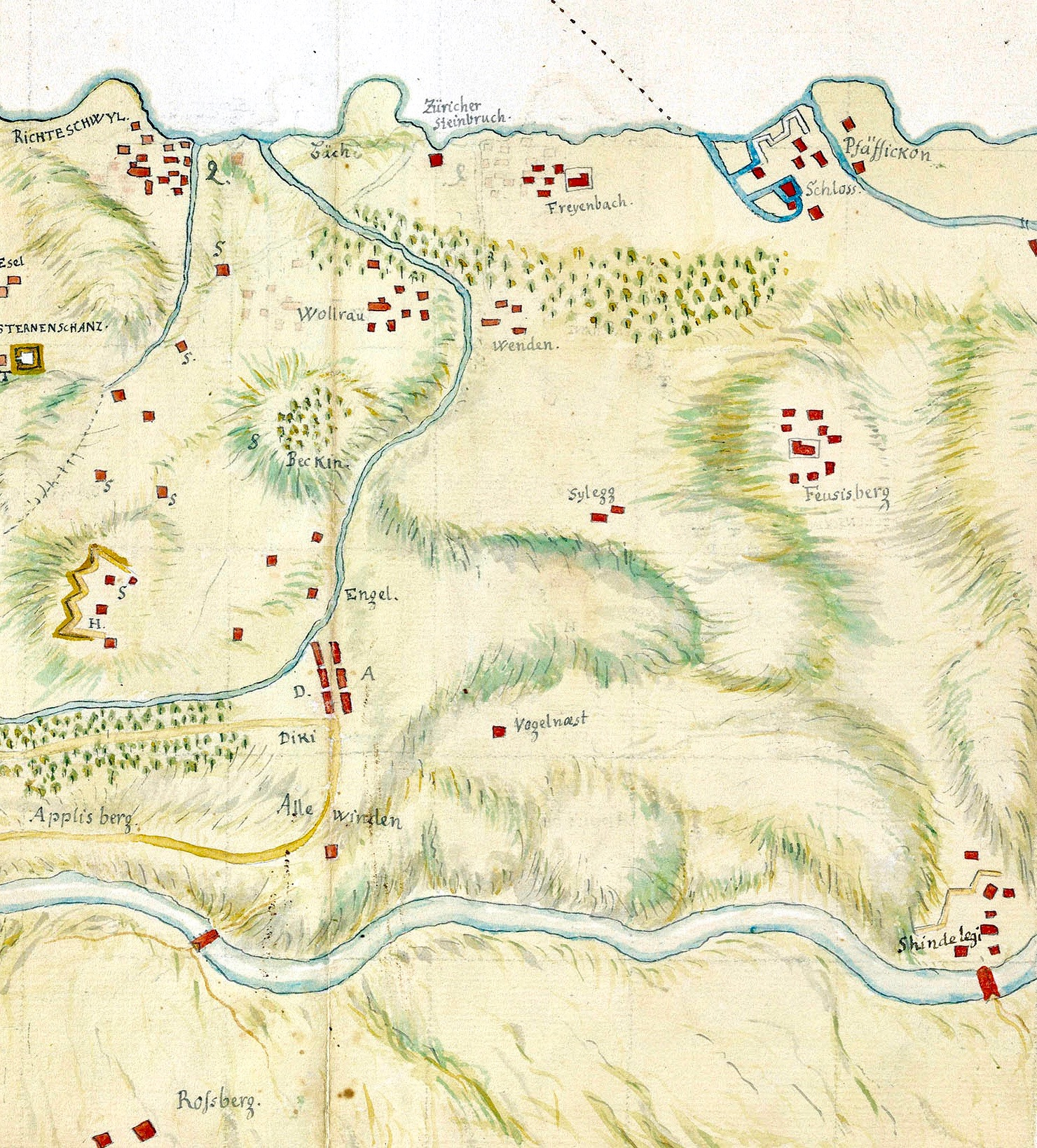
Plan der Gegend zwischen Richterswil (oben links) und Schindellegi (unten rechts), 1712

Eine vom 4. Mai datierte Meldung des Schweizerischen Republikaners beginnt mit den Worten: „Vorgestern schlugen sich die Franken mit den Schweizern bei der Schindellegi, der Laubeck, Segel und Sternen, Oerter, die schon in den einheimischen Religionskriegen berühmt geworden.“ Mit der Erwähnung von Lokalitäten in den Gemeinden Hütten (Laubegg, Sägel) und Richterswil (Sternen) suggerierte Redaktor Meister, die Schwyzer hätten die in den erwähnten Kriegen errichteten zürcherischen Grenzbefestigungen angegriffen. Dann hätten sie sich in das ebenfalls durch eine Schanze aus jener Zeit geschützte Schindellegi zurückgezogen, wo eine gedeckte Holzbrücke über die Sihl führte. Indem der reformierte Zürcher Pfarrer an den Zweiten Villmerger Krieg (1712) erinnerte, unterstellte er den katholischen Gegnern der Helvetischen Revolution, sie hätten Revanche für die damals erlittene Niederlage nehmen wollen.
Über die Kämpfe selber heisst es im Republikaner: „Ganz unentschieden zog sich Abends um 6 Uhr, nachdem das Gefecht den ganzen Tag hindurch, besonders hitzig aber in der Mittagsstunde gedauert hatte, jede Parthey zurück. Zu gleicher Zeit (…) zog eine Colonne über den hohen Etzel, der wahrscheinlich von den Schweizern am schwächsten besezt war, und wo die Franken keinen anhaltenden Widerstand fanden. – Gestern Mittag rükten sie wirklich in Einsiedeln ein (…)“
Am 9. Mai berichtete der Republikaner erneut über das Gefecht bei Schindellegi: Die Schwyzer hätten sich dort am 1. Mai – von Kämpfen an diesem Tag ist sonst nirgends die Rede –, „ohne zu wanken, mit Löwenmuth“ geschlagen. Am 2. Mai sei ihre Stellung dann aber unhaltbar geworden, „weil die Franken den hohen Ezel überstiegen, und bis gegen Einsiedeln vorgedrungen waren“. Und weiter: „Der Rückzug geschah unter Anführung des Obrist Redings nur Schritt für Schritt, und immer fechtend, ungefähr eine Stunde weit, bis zur Altmatt (…)“
Nach dem Moniteur
Das offizielle Organ der Regierung in Paris, der Moniteur, meldete im Zusammenhang mit dem Gefecht bei Schindellegi, die französischen Truppen seien beim nachfolgenden Einzug in Einsiedeln nur auf geringen Widerstand gestossen, „nachdem der Feind am vorangehenden Tag vollkommen geschlagen worden war“. Über den ganzen Feldzug gegen die Revolutionsgegner schrieb der Moniteur: „Die Bauern schlugen sich mit Hartnäckigkeit; sie wurden von erfahrenen Offizieren kommandiert und besetzten zumeist fast uneinnehmbare Positionen (…)“
Nach General Schauenburg
Später zitierte der Moniteur aus einem Brief General Schauenburgs vom 13. Mai, dass beim Einzug der Franzosen in Einsiedeln die Angst schon mehr Gewalt über die Gemüter der Aufständischen gehabt habe als die fanatischen Appelle der Mönche des Klosters.
In seinem Bulletin historique de la Campagne d’Helvétie schreibt Schauenburg, nach dem Gefecht bei Wollerau habe die von General Jean-Baptiste Nouvion befehligte Brigade ein Bataillon der 3. Halbbrigade zur Beobachtung vor Schindellegi zurückgelassen. Das 8. Husarenregiment, die 76. Halbbrigade und eine Abteilung leichte Artillerie seien bestimmt gewesen, durch einen Vorstoss über den Etzelpass nach Einsiedeln die geplante Einkesselung der Aufständischen einzuleiten. Und weiter: „Am 13. Floréal des Jahres 6 (2. Mai) erhielt General Nouvion den Befehl, den Etzel und das Dorf Schindellegi zu besetzen (…) ein Bataillon der 76. Halbbrigade nahm Stellung auf dem Etzel, ein anderes Bataillon dieser Halbbrigade und einige Kompanien der 3. sollten sich Schindellegis bemächtigen.“ Das Dorf sei gewaltsam besetzt worden, was die Verteidiger der jenseits des Etzels über die Sihl führenden Tüfelsbrugg entmutigt habe. Das Bataillon der 76. Halbbrigade, welches diese Brücke vom Etzel her angegriffen habe, sei nur auf schwachen Widerstand gestossen. Es habe vier Kanonen erbeutet und sei noch am selben Tag in Einsiedeln eingezogen.
Nach Zschokke

Ludwig Albert von Montmorillon: Heinrich Zschokke, 1817

Der im Dienst der Helvetischen Republik stehende approbierte lutherische Prediger Zschokke schrieb in seinem Schweizer-Boten, am Gefecht bei Schindellegi habe der streitbare Kapuzinerpater Paul Styger teilgenommen. Hinter diese Nachricht ist aber wohl ein Fragezeichen zu setzen, da Styger noch am Vortag in Luzern gewesen war, das die Schwyzer kurze Zeit besetzt gehalten hatten. Scharf klagte Zschokke sodann den Benediktinerpater an, der die Verteidiger des Etzels kommandiert hatte: „(…) als der infame Pfarrer von Einsiedlen Herzog die Franken vom weiten anrücken sah, verließ er mit seinem vielen Volk und Kanonen diesen unüberwindlichen Paß auf die schändlichste Weise, obschon er den Schweizern mit einem theuern Eyd versprochen hatte, denselben bis auf den letzten Mann zu vertheidigen.“ Zschokke zufolge wehrten die Schwyzer bei Schindellegi einen Angriff der Franzosen ab, doch sei ihnen dann hinterbracht worden, „daß der meineydige Pfarrer von Einsiedlen den Franken ohne Gegenwehr den Ezel eingeräumt habe, und daß selbige Einsiedlen wirklich besetzt hätten“. Zschokke fuhr fort: „Aus Furcht, sie möchten von ihren Waffenbrüdern, welche beym Rothenthurm lagen, gänzlich abgeschnitten werden, mußten sie ihre vortheilhafte Position an der Schindellegi verlassen, und sich samt ihren Kanonen über die Altmatt gegen den Rothenthurm zurückziehen.“

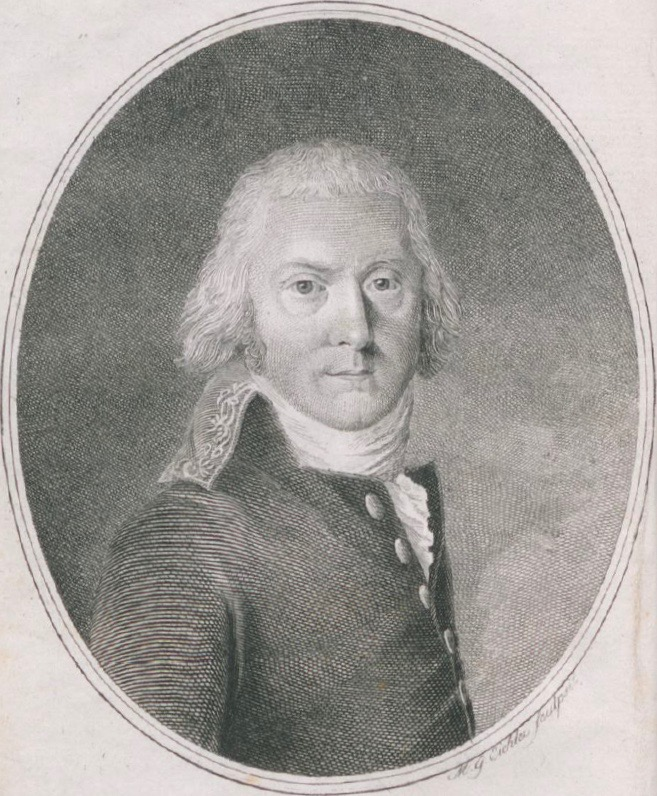
Matthias Gottfried Eichler: Alois von Reding, 1801

Dass Zschokke Reding glorifizierte, erklärt sich dadurch, dass er mit diesem seit 1795 befreundet war. Laut dem Kampf und Untergang der schweizerischen Berg- und Waldkantone inspizierte der Landeshauptmann in der Nacht zum 1. Mai die Verteidigungsstellungen der Revolutionsgegner – als letzte jene im „rauhen Thal vom Dörflein Schindellegi“. Gleichzeitig sei dort Hauptmann Franz Schilter mit einem der Schwyzer Bataillone eingetroffen, das zuvor den Rossberg (Gemeinden Wollerau und Feusisberg) gesichert hatte und die Höhen, welche sich von Schindellegi nach Hütten hinziehen. Zschokke unterschlägt, dass der eigentliche Kommandant dieser Einheit, Major Bellmont, von den eigenen Leuten ermordet worden war.
In Schindellegi stiess Reding gemäss Zschokke auch auf Einwohner von Wollerau und Bäch, die nach dem verlorenen Gefecht vom 30. April geflüchtet waren, den Kampf gegen die Franzosen aber fortsetzen wollten. Morgens um acht Uhr habe Reding dem bei Wollerau verwundeten Glarner Obersten Paravicini geschrieben und ihn um Verstärkung gebeten. Doch habe der Eilbote drei Stunden später die Nachricht zurückgebracht, die Glarner und ihre Verbündeten seien heimgekehrt und die Franzosen stünden schon in Lachen. Die Schwyzer wurden nun nur noch von 500 Urnern und einer Kompanie Zuger unterstützt, die bei Schornen (Schwyz), Morgarten und St. Jost (Zug) standen.
Zschokke lässt Reding zu den Verteidigern von Schindellegi sprechen wie Leonidas bei den Thermopylen zu den Spartiaten und mit ihnen einen neuen Rütlischwur schwören. Bei anbrechender Nacht habe sich der Landeshauptmann dann zum Kriegsrat nach Rothenthurm begeben. Dort wollte er sich laut Zschokke „über die Vertheidigung der zweiten Linie berathen, bei etwaniger Räumung der ersten“. Offenbar hielt es der frühere spanische Oberstleutnant trotz seines Aufrufs zum Widerstand für unmöglich, Schindellegi lange zu halten. Um nicht als Verräter dazustehen, wollte er aber vor Erteilung des Rückzugsbefehls das Einverständnis des Kriegsrats einholen.

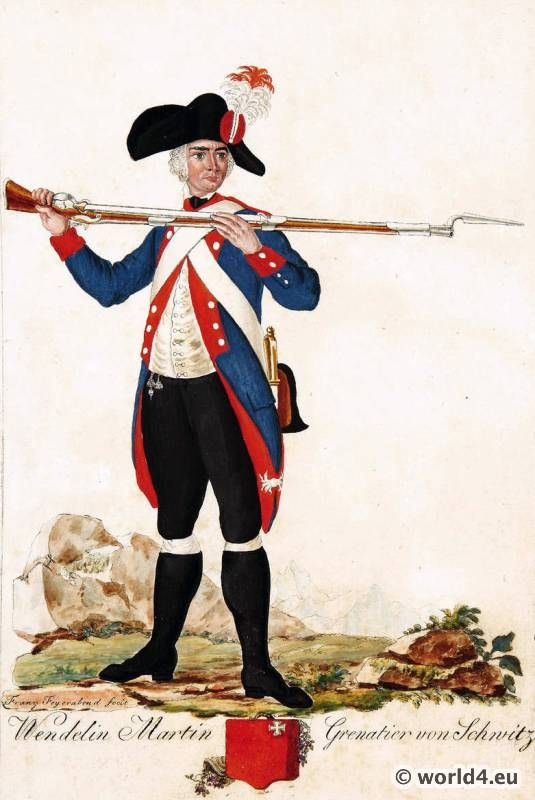
Franz Feyerabend:
Schwyzer Grenadier, 1792

Dem Pfarrer von Einsiedeln, der ungebeten zu der nächtlichen Zusammenkunft erschienen sei, wirft Zschokke „Stolz, unbändige Herrschsucht, Gewaltthätigkeit und Tükke“ vor sowie insbesondere „Heuchelkunst und Schwärmerton“. Er fährt fort: „Kein Verbrechen blieb von ihm unbegangen, doch die bezauberte Menge sah in ihm nur Tugend, und in dem Mörder des Vaterlandes und der Kirche, den Märtyrer.“ So sei es Herzog gelungen, sich zum Regenten der Waldstatt aufzuschwingen. Die Hauptleute seien Gefahr gelaufen, von den Bauern erschossen zu werden, wenn sie sich ihm widersetzt hätten. Auch über die Truppen des Sprengels von Schwyz habe Herzog dieselbe Herrschaft zu erringen versucht. „Besonders bot er seine Künste auf (…) Verdacht anzuzünden gegen die sogenannten Herren, und alles, was Perükken trug und Haarzöpfe (…)“
Den strategisch wichtigen Etzelpass habe der selbsternannte Befehlshaber über 600 Einsiedler erst einen Tag nach dem Gefecht bei Wollerau besetzt. Zschokke berichtet: „Marianus foderte dort vom Landeshauptmann Reding wiederholtermaßen einen Kommendanten. Doch kein Offizier von allen Schwyzer-Bataillons wollte mit dem Mönche das Kommando theilen (…)“ Als die Verteidigung einer zweiten Linie zur Sprache gekommen sei, habe Herzog gerufen: „Diese Berathung (…) verrät unnöthige Furcht. Wenn Schindellegi und andere Posten so vertheidigt werden, wie ich mit den Einsiedlern den Ezel schirmen mag; so sind wir Sieger.“
Am 2. Mai, morgens um 10 Uhr erschienen laut Zschokke die Franzosen vor Schindellegi: „Die Scharfschützen kamen zuerst mit dem Feinde ins Gefecht, und hielten ihn fast zwei Stunden lang auf, ehe das Bataillon und die zwei Kanonen der Schwyzer wirksam werden konnten. Gegen ein Uhr verminderte sich das fränkische Feuer, und hörte endlich ganz auf.“ Da habe ein Einsiedler namens Meinrad Kälin die Nachricht gebracht, die Franzosen zögen über den Etzel heran. Pfarrer Herzog sei um acht Uhr dorthin gekommen und habe die Verteidigung des Passes für sinnlos erklärt, weil man an den übrigen Sperrstellen keinen Widerstand zu leisten gedenke. Darauf sei er nach Einsiedeln zurückgeritten und die Mannschaft dem Beispiel des „geflüchteten Verräthers“ gefolgt.
Zschokke schreibt nun nicht mehr wie im Schweizer-Boten, Einsiedeln sei vor Schindellegi gefallen, sondern nur noch: „Einsiedeln und Schwyz war so durch den Streich des Pfaffen den Franken offen. Die Truppen an der Schindellegi, um nicht umgangen zu werden, und noch eine Verbindung mit Einsiedeln und St. Jost zu unterhalten, mußten sich zurükziehn.“ Der Panegyriker Redings übergeht, dass dieser nach Erteilung des Rückzugsbefehls beinahe das Schicksal Major Bellmonts erlitten hätte. Der Rückzug erfolgte gemäss Zschokke in aller Ordnung, durch Scharfschützen und Grenadiere gedeckt. Um drei Uhr nachmittags hätten die Schwyzer Rothenthurm erreicht. Viele Höfner seien ihnen gefolgt. Schilter sei an Wunden gestorben, deren Ursache Zschokke nicht erwähnt, die ihm aber offenbar ebenfalls von den eigenen Leuten zugefügt wurden. Schauenburg aber habe sofort General Nouvion über den Etzel vorrücken lassen.
Nach der Biografie Pfarrer Herzogs

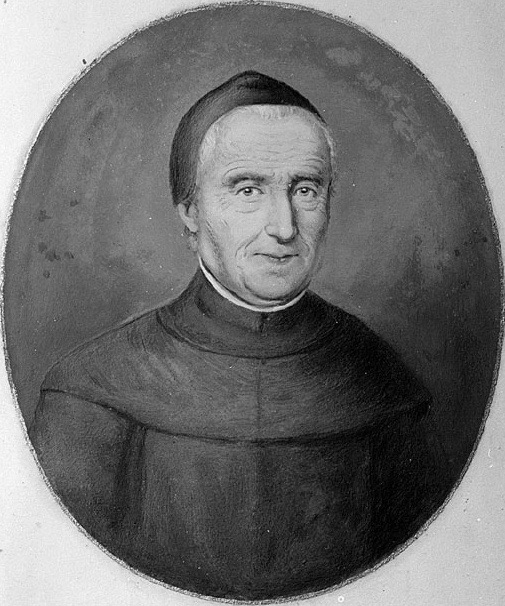
Pfarrer Marian Herzog (Klosterarchiv Einsiedeln)

Laut der Biografie Pfarrer Herzogs im Professbuch des Klosters Einsiedeln sah sich die Bevölkerung von Einsiedeln „von Schwyz mehr oder weniger sich selber überlassen“. Die Not der ihm Anvertrauten habe Herzog bewogen, sich an deren Spitze zu stellen. Er sei am 29. April mit 400 Mann nach den Höfen (lies: Wollerau) ausgerückt, wo sich die Einsiedler am 30. April tapfer gehalten hätten. Herzog selber habe an diesem Tage den Landsturm und die vom Brünig her heimkehrenden Truppen abgeholt. Als er mit diesen in die Höfe gekommen sei, sei der Kampf schon zu Ungunsten der Schwyzer (lies: Glarner) entschieden gewesen.
Weiter berichtet das Professbuch, der Etzel sei in der Nacht vom 30. April auf den 1. Mai unbesetzt geblieben. Darum seien die Einsiedler in ihren Pfarrer gedrungen, sie dorthin zu führen. „Es zogen 800 Mann aus; P. Marian sandte dringend um Verhaltungsmaßregeln und Munition nach Schwyz, blieb aber ohne Antwort. Er vernahm nur von einem Kriegsrat, der am Rothenthurm abgehalten werden sollte.“ Der anonyme Biograf bestätigt Zschokkes Angabe, dass Herzog dazu nicht eingeladen war, und fährt fort: „Als er kam, hatte man bereits beschlossen, sich auf die Verteidigungslinie bei Rothenthurm zurückzuziehen. Damit wäre Einsiedeln preisgegeben gewesen. Er verlangte eine Rückgängigmachung des Beschlusses und anerbot sich, den Etzel zu verteidigen, wenn man selber die Schindellegi, Altmatt und Enzenau halten wolle, den Einsiedlern einen erfahrenen Kommandanten und die nötige Munition mit ca. 70–80 Scharfschützen sende. P. Marian kehrte zunächst nach Einsiedeln zurück, wo die Behörden für Kapitulation waren. Auf dem Etzel, wohin P. Marian sich alsdann begab, herrschte größte Unordnung. Nicht nur war weder ein Kommandant, Munition und Scharfschützen erschienen, sondern es kam auch die Kunde, die Schwyzer zögen sich von der Schindellegi zurück. Ein Kampf erschien also aussichtslos. Und so kehrte P. Marian mit den Einsiedlern zurück.“
Der weitere Verlauf der Ereignisse wird vom Biografen Herzogs wie folgt geschildert: „An der Schindellegi war unterdessen der Kampf im vollen Gange, als die Kunde kam, daß die Franzosen sowohl von Ägeri her über den St. Jost vorrückten als auch, daß der Etzel von den Einsiedlern verlassen und die Franzosen im Vorrücken dahin begriffen seien; letztere Meldung war indessen unrichtig, denn die Franzosen kamen erst am 3. Mai nach Einsiedeln. Zudem zogen die Einsiedler, sichern Berichten zufolge, erst ab, als die Schwyzer bereits die Schindellegi aufgegeben hatten. Von einem Verrat und dergleichen, wie es P. Marian nach dem Vorgang von Zschockke (sic) bis in die neueste Zeit immer wieder vorgeworfen wurde, kann also keine Rede sein.“
Nach Leutnant Bellmont

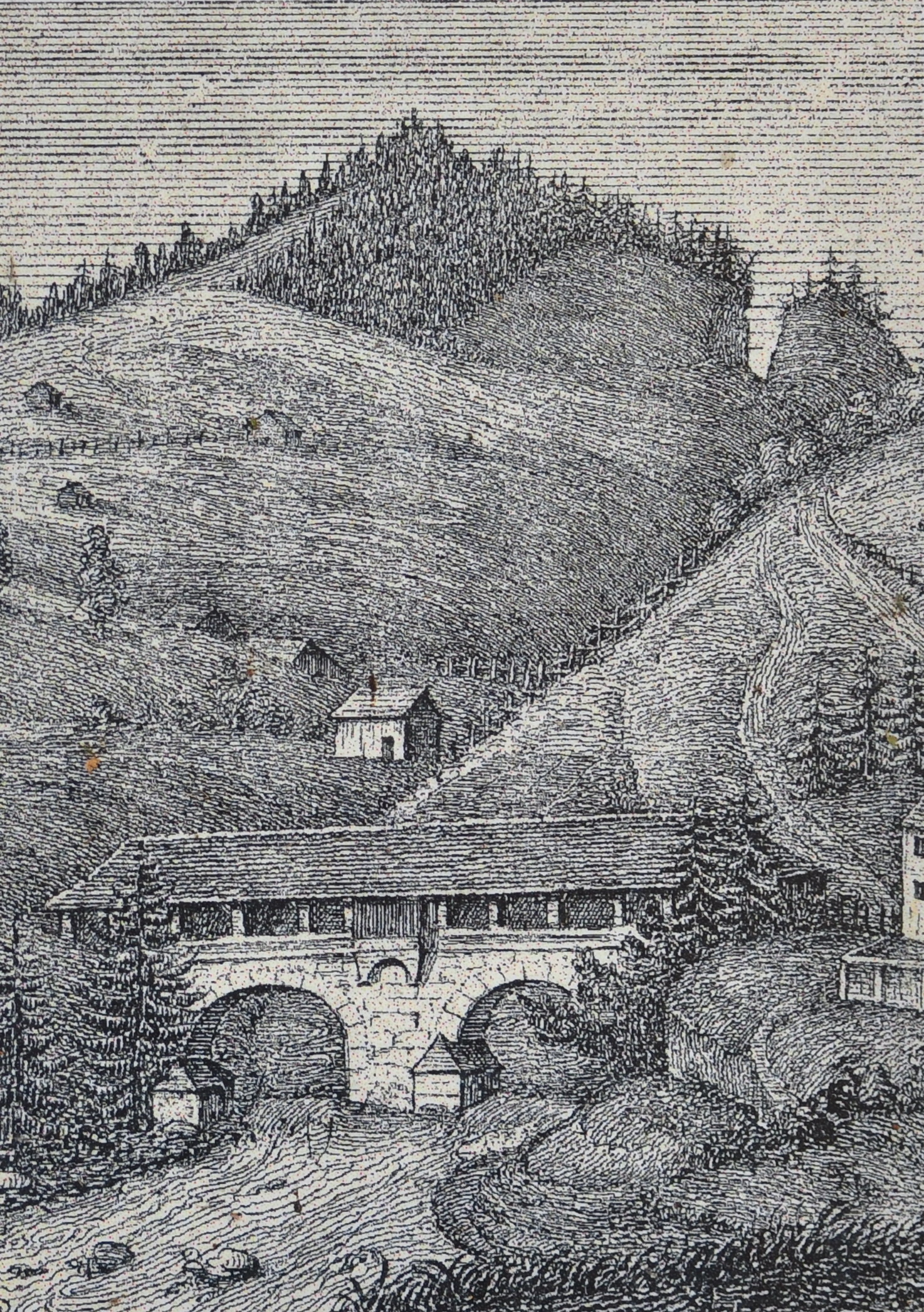
Von den Einsiedlern
nicht verteidigt: Tüfelsbrugg beim Etzelpass

Joseph Anton Bellmont, der als 19-jähriger Leutnant am Gefecht bei Schindellegi teilgenommen hatte, berichtet in seiner Autobiografie: „Unser Bataillon unter Kommandant Bellmont, meinem theuern lieben Onkel, war auf die Schindellegi (…) und unsere Kompagnie als Vorposten beordert, über welche mir das Kommando, wegen Abwesenheit des Hauptmanns, übergeben war. Die Franken (…) lagerten am Fuß des Hügels, vor unserm Angesicht. Unser Chef Bellmont, ehemals Großmajor in portugiesischen Diensten, besichtigte das Lager der Feinde, und war im Begriff zum Kriegsrath nach Rothenthurm zu eilen.“ Doch obwohl die Gefahr Eintracht geboten hätte, seien Verleumdungen ausgestreut worden, um das leichtgläubige Volk zu fanatisieren. „Auch meinen biedern Onkel (…) traf die schändlichste Verleumdung, er wurde als ein Verräther, als Franzos ausgeschrieen, und einige elende Schufte schlugen ihn mit Knitteln zu Tod, als er eben nach Rothenthurm reiten wollte. Unsere Truppen wußten nichts um diese schwarze That (…) man hielt sie möglichst geheim, um der Verwirrung vorzubeugen. Der zweite Chef, Comandant Schilter, zeigte dem Bataillon an, daß er zum ersten Chef ernannt seie (…)“
Die Ereignisse des folgenden Tages schildert Bellmont so: „Endlich bereiteten sich die Franken zum Angriff; unzählige Massen (!) entfalteten sich und rückten gegen unsere schwachen Vorposten heran. Die Plänkler begannen den Angriff und der Kampf wurde lebhaft. Wir erwarteten schnelle Hülfe von unsern Truppen, aber plötzlich tönte das, in einem solchen Moment furchtbare Wort: «Verrätherei! Der Kommandant ist todt, erschossen von unsern eigenen Leuthen» uns in die Ohren. Wie den Kämpfern und den besorgten Offizieren zu Muthe war, kann man sich denken. Doch kamen die Schaaren ohne Ordnung und Anführung uns zu Hülfe (…)“ Schliesslich seien die Franzosen bis gegen Wollerau zurückgedrängt und „mehrere derselben“ erschossen worden.
In der Lebensbeschreibung des ehemaligen Leutnants heisst es weiter: „Das Zurükziehen der Feinde brachte neuen Muth in unsere Reihen, und immer rascher vorwärts rükten die regellosen Vaterlandsvertheidiger. Plözlich sprengte mit verhängtem Zügel der Landeshauptmann über Gebüsch und Hügel daher, und rief ein donnerndes «Zurück» den erhizten Kämpfern zu (…) Da murmelte es in den Reihen «Verrätherei, Schelmerei.» (…) Eine verrätherische Kugel – und das Loos Redings war dasjenige Schilters und Bellmonts. (…) Endlich gelang es unserm Feldherrn den Lärm zu stillen und sich Gehör zu verschaffen. Er brachte die niederschlagende Nachricht, daß der Pfarrer Marianus Herzog von Einsiedeln, der die Truppen auf dem Etzel befehligte, beim Anblick der (sich) nähernden Feinde feige geflohen, daß Einsiedeln in den Händen der Franken seie (…) Wir waren in der grösten Gefahr abgeschnitten zu werden, nur schleunigste Retirade konnte uns retten.“
Der Bericht schliesst: „Solche traurige Nachrichten machten auch die wildesten Krieger zahm; sie fügten sich willig den Befehlen des Feldherrn.“ Drei Kompanien, worunter Bellmonts eigene, seien mit der Deckung des Rückzugs und der Zerstörung der Brücke über die Sihl beauftragt worden. Der ehemalige Leutnant erinnert sich: „Als wir auf der Höhe anlangten, hörte ich (…) Lärm und Geschrei. Ein Trupp Fliehender wollte sich an’s jenseitige Ufer retten, und nun war die Brücke zertrümmert (…) Anstatt ruhig zu überlegen (…) schrie man Verrath, und mehrere rannten in die Fluthen der Sihl (…) So verloren wir etwa 30 Mann. Ich bemerkte, daß die Unterlager der Brücke noch nicht abgerissen, und nun forderte ich meine Leuthe auf, sich an diese anzuklammern und so hinüber zu klettern. Um meinen Leuthen Muth einzuflößen, beschloß ich(,) zuletzt über die Brücke zu klettern. Endlich gelangen auf diese Art Alle glücklich an’s jenseitige Ufer. Schnell zertrümmerten wir den Brückenkopf, warfen die Unterlager in den Strom (…) Ein Trupp Scharfschützen dekte die Trümmer der Brüke.“ Eine Beteiligung von Höfnern an den Kämpfen wird von Bellmont nicht erwähnt.
Es existieren zahlreiche weitere, mehr oder minder ausgeschmückte Berichte über das Gefecht bei Schindellegi.

## Folgen
Nachdem sich die Schwyzer mit dem verbliebenen Rest der Revolutionsgegner vereinigt hatten, vermochten sie gleichentags bei Rothenthurm und Morgarten Achtungserfolge zu erzielen. Dies änderte zwar nichts an ihrer Niederlage, ermöglichte es ihnen aber, wie die Glarner einen Waffenstillstand und eine ehrenvolle Kapitulation abzuschliessen.
Um das Gewicht der revolutionsfeindlichen Kräfte in den Gesetzgebenden Räten der Helvetischen Republik zu begrenzen, in denen jeder Kanton gleich viele Vertreter hatte, wurden die beiden Grosskantone Waldstätten und Linth geschaffen. Gleichzeitig versuchte man Schwyz und Glarus zu besänftigen, indem man sie zu Hauptorten dieser Kantone machte. Anstelle des reformierten Aarau wurde bis zum Einfall der Österreicher im Zweiten Koalitionskrieg (1799) das katholische Luzern Hauptstadt des Gesamtstaats.

## Verluste
Alle Gefechte des Frühjahrs 1798 zusammengerechnet, verloren laut von den Pfarrern erstellten Namenlisten die Schwyzer 92 Tote und 89 Verwundete, ihre bisherigen Untertanen 80 Tote und 44 Verwundete. Von den Letzteren entfielen auf die Höfner 50 Tote und 18 Verwundete, auf die Küssnachter 20 Tote und 10 Verwundete, auf die Einsiedler 9 Tote und 12 Verwundete, auf die Märchler 1 Toter und 4 Verwundete. Die Zuger sollen 30 Tote und 25 Verwundete, die Glarner 28 Tote und 30 Verwundete, die Urner 6 Tote und 7 Verwundete beklagt haben.
Was die Verluste der Franzosen betrifft, so liegen die von den Verlierern verbreiteten Zahlen – Zschokke berichtet von „2754 Toten“, Pfarrer Herzog von „gegen 3000 Mann“ – zweifellos um eine Grössenordnung zu hoch. Der Moniteur schrieb: „Wir haben bei den verschiedenen Treffen einen Bataillonskommandanten, mehrere Offiziere und Unteroffiziere verloren, aber im Allgemeinen sind unsere Verluste in Anbetracht der Umstände sehr unbedeutend.“

## 1799 erneut umkämpft
Im Zweiten Koalitionskrieg war die Gegend von Schindellegi erneut Schauplatz von Kämpfen: Als der französische Oberbefehlshaber André Masséna nach der Ersten Schlacht um Zürich seine Front verkürzen musste, besetzte der kaiserlich-königliche General Franz Jelačić am 12. Juni 1799 mit seiner Division den Etzel und verlegte Detachemente nach Richterswil, Wollerau und Schindellegi. Vor der Zweiten Schlacht um Zürich liess der französische General Joseph Chabran am 14. August einen Teil seiner Division gegen den oberen Zürichsee vorstossen. Jelačić vermochte unter Einsatz seiner Reserven die Franzosen bei Wollerau, Hütten und Schindellegi aufzuhalten, wurde dann aber von anderen Einheiten über das Wägital umgangen und am 15. August auf dem Etzel geschlagen, worauf sich seine Truppen in Unordnung über die Brücke von Grynau auf das rechte Ufer der Linth zurückzogen.
Siehe auch: Liste von Schweizer Schlachten

## Benützte Literatur
- Johann Konrad Escher, Paul Usteri (Hrsg.); Leonard Meister (Red.): Der schweizerische Republikaner. 1. Band, Zürich, 18. April – Luzern, 31. Oktober 1798 (Digitalisat), Zürich, 5. Mai, S. 44; Zürich, 9. Mai, S. 52.
- (Karl Ludwig von Haller:) Helvetische Annalen. Bern 1798 (Digitalisat), 9. Mai, S. 51; 12. Mai, S. 57.
- Ernst Ludwig Posselt: Neueste WeltKunde. Tübingen 1798, 2. Band (Digitalisat), 13. Mai, S. 531; 14. Mai, S. 534.
- Gazette nationale ou Le Moniteur universel. Paris, 1. Halbjahr 1798 (Digitalisat), 27. Floréal Jahr 6 (16. Mai), S. 949 f.; 3. Prairial Jahr 6 (22. Mai), S. 973; 7. Prairial Jahr 6 (26. Mai), S. 990.
- (Heinrich Zschokke:) Der aufrichtige und wohlerfahrene Schweizer-Bote. 1. Band, (Luzern) 1798(/99) (Digitalisat), Nr. 7 (undatiert), S. 53–55 (Herzensseufzer des aufrichtigen Schweizerboten am Schlusse des alten Jahres 17[9]8).
- Leben und Thaten des in der Revolutions-Geschichte Helvetiens so berühmten Kapuziners Pater Paul Stiger aus dem ehemaligen Kanton Schweiz. Ohne Angabe von Verfasser und Erscheinungsort, 1799 (Digitalisat), S. 11 f.
- Heinrich Zschokke: Geschichte vom Kampf und Untergang der schweizerischen Berg- und Waldkantone, besonders des alten eidsgenössischen Kantons Schwyz. Bern/Zürich 1801 (Digitalisat), Liste der im Kampf fürs Vaterland Umgekommenen und Verwundeten; S. 315–317, 319–327.
- (Erzherzog Karl von Österreich:) Geschichte des Feldzuges von 1799 in Deutschland und der Schweiz. Wien 1819, 1. Theil (Digitalisat), S. 385 f.; 2. Theil (Digitalisat), S. 11, 98 f., 116 f.
- Antoine-Henri Jomini: Histoire critique et militaire des guerres de la Révolution. Nouvelle édition (…) 10. Band, Paris 1822 (Digitalisat), S. 356.
- Johannes Wieland: Geschichte der Kriegsbegebenheiten in Helvetien und Rhätien als Handbuch zum Militairunterricht für Schweizeroffiziere aller Waffen. 2. Theil, Basel 1827, S. 42–44 (Digitalisat).
- P. Marian (Heinrich Josef) Herzog von Beromünster (1758–1828). In: Klosterarchiv Einsiedeln, Professbuch B, Nr. 462 (Digitalisat).
- Franz Weidmann: Geschichte des ehemaligen Stiftes und der Landschaft St. Gallen (…) besonders während den Jahren der helvetischen Revolution (…) St. Gallen 1834 (Digitalisat), S. 294–299 (Brief Marian Herzogs), hier: 298 f.
- Joseph Anton Bellmont: Schicksale eines Bürgers von Schwyz, Hauptmann J. A. Bellmont oder: Beitrag zu den Justizgräueln eines freien, demokratischen Kantons. (…) Heiden 1835 (Digitalisat), S. 13–17.
- Thomas Faßbind (hrsg. v. Joseph Kaspar Rigert): Geschichte des Kantons Schwyz. Von dessen ersten (sic) Gründung bis auf die helvetische Staatsumwälzung. 5. Band, Schwyz 1838 (Digitalisat), S. 439–441.
- Dominik Steinauer: Geschichte des Freistaates Schwyz vom Untergang der dreizehnörtigen Eidgenossenschaft bis auf die Gegenwart. 1. Band, Einsiedeln 1861 (Digitalisat), S. 220–222.
- Actenstücke zur Geschichte der französischen Invasion in die Schweiz im Jahre 1798. In: Archiv für Schweizerische Geschichte, 15. Band, Zürich 1866, S. 319–366 (Digitalisat), hier: S. 346 f.
- Johannes Strickler: Actensammlung aus der Zeit der Helvetischen Republik (1798–1803). 1. Band, Stämpfli, Bern 1886 (Digitalisat), S. 808 (Literatur), 810 (Herzog an Reding, Einsiedeln, 30. April 1798).
- Henri Du Fresnel: Un Régiment à travers l’Histoire, Le 76e, ex-1er léger, Paris 1894 (Digitalisat), S. 411.
- Meinrad Inglin: Ehrenhafter Untergang. Erzählung. Zürich 1952.
- Holger Böning: Der Traum von Freiheit und Gleichheit. Helvetische Revolution und Republik (…) Orell Füssli Verlag, Zürich 1998.
- Derck Engelberts: Premières insurrections contre la République helvétique (avril–mai 1798). In: Revue Militaire Suisse, 143 (1998), S. 37–43 (Digitalisat).
- Werner Ort: Heinrich Zschokke (1771–1848). Eine Biografie. hier + jetzt, Baden 2013.
- Thomas Fässler: Aufbruch und Widerstand. Das Kloster Einsiedeln im Spannungsfeld von Barock, Aufklärung und Revolution. Egg 2019, ISBN 978-3-906812-04-5.

## Fussnoten
1. ↑  Laut Joseph Anton Bellmont: Schicksale eines Bürgers von Schwyz, Hauptmann J. A. Bellmont (…) Heiden 1835, S. 15, wurde Schilter wie sein Vorgänger Major Balthasar Bellmont von den eigenen Leuten ermordet.
2. ↑  Ein Bataillon und drei Kompanien (Actenstücke zur Geschichte der französischen Invasion in die Schweiz im Jahre 1798, in: Archiv für Schweizerische Geschichte, 15. Band, Zürich 1866, S. 319–366, hier: S. 346). Heinrich Zschokke: Geschichte vom Kampf und Untergang der schweizerischen Berg- und Waldkantone (…) Bern/Zürich 1801, S. 324 (2000 Mann); Thomas Faßbind: Geschichte des Kantons Schwyz (…) 5. Band, Schwyz 1838, S. 440 (2000–3000 Mann).
3. ↑  Thomas Faßbind: Geschichte des Kantons Schwyz (…) 5. Band, Schwyz 1838, S. 439; Heinrich Zschokke: Geschichte vom Kampf und Untergang der schweizerischen Berg- und Waldkantone (…) Bern/Zürich 1801, S. 315 f., 320 f. (ein Schwyzer Bataillon und Höfner); Actenstücke zur Geschichte der französischen Invasion in die Schweiz im Jahre 1798, in: Archiv für Schweizerische Geschichte, 15. Band, Zürich 1866, S. 319–366, hier: S. 346 (1500 Mann).
4. ↑  Actenstücke zur Geschichte der französischen Invasion in die Schweiz im Jahre 1798, in: Archiv für Schweizerische Geschichte, 15. Band, Zürich 1866, S. 319–366, hier: S. 346.
5. ↑  Heinrich Zschokke: Geschichte vom Kampf und Untergang der schweizerischen Berg- und Waldkantone (…) Bern/Zürich 1801, S. 326 f. Laut dem Moniteur vom 7. Prairial Jahr 6 (26. Mai 1798), S. 990, hätten die Revolutionsgegner über 100 Tote auf dem Schlachtfeld gelassen.
6. ↑  Josef Wiget: Reding, Alois. In: Historisches Lexikon der Schweiz.  10. August 2010.
7. ↑  Andreas Fankhauser: Helvetische Republik. In: Historisches Lexikon der Schweiz.  27. Januar 2011.
8. ↑  Jürg Stüssi-Lauterburg: Schauenburg, Alexis Balthasar Henri Antoine von. In: Historisches Lexikon der Schweiz.  14. November 2012.
9. ↑  Veronika Feller-Vest: Paravicini, Fridolin. In: Historisches Lexikon der Schweiz.  10. September 2008.
10. ↑  Karin Marti-Weissenbach: Meister, Leonhard. In: Historisches Lexikon der Schweiz.  8. Dezember 2009. (Meister schrieb seinen Vornamen ohne „h“.)
11. ↑  Ernst Bollinger: Republikaner, Der (Zeitung). In: Historisches Lexikon der Schweiz.  23. Dezember 2011.
12. ↑  Ruedi Graf: Zschokke, Heinrich. In: Historisches Lexikon der Schweiz.  24. Februar 2014.
13. ↑  Heinrich Zschokke: Geschichte vom Kampf und Untergang der schweizerischen Berg- und Waldkantone, besonders des alten eidsgenössischen Kantons Schwyz. Bern/Zürich 1801.
14. ↑  Werner Ort: Heinrich Zschokke (1771–1848). Eine Biografie. Baden 2013, S. 361.
15. ↑  Karin Marti-Weissenbach: Herzog, Marian. In: Historisches Lexikon der Schweiz.  30. August 2006.
16. ↑  Franz Weidmann: Geschichte des ehemaligen Stiftes und der Landschaft St. Gallen (…) besonders während den Jahren der helvetischen Revolution (…) St. Gallen 1834, S. 294.
17. ↑  Hüttner Schanze, Bellenschanze, Eichschanze, Sternenschanze (Situationsplan bei Heinrich Peter: Aus der Ortsgeschichte von Richterswil, Band 2, Buchdruckerei Richterswil, 1975, S. 31).
18. ↑  1765 von Hans Ulrich Grubenmann (1709–1783) errichtet, 1939 abgebrochen.
19. ↑  Thomas Lau: Villmergerkrieg, Zweiter. In: Historisches Lexikon der Schweiz.  28. Februar 2013.
20. ↑  Andreas Fankhauser: Helvetische Revolution. In: Historisches Lexikon der Schweiz.  24. März 2011.
21. ↑  Die Einsiedler hatten in den Kämpfen des Frühjahrs 1798 insgesamt 9 Tote und 12 Verwundete zu beklagen. (Heinrich Zschokke: Geschichte vom Kampf und Untergang der schweizerischen Berg- und Waldkantone (…) Bern/Zürich 1801, S. 12 f.)
22. ↑  Der schweizerische Republikaner. Zürich, 5. Mai 1798, S. 44.
23. ↑  Erwin Horat: Altmatt. In: Historisches Lexikon der Schweiz.  21. Mai 2001.
24. ↑  Der schweizerische Republikaner. Zürich, 9. Mai 1798, S. 52.
25. ↑  Gazette nationale ou Le Moniteur universel. Paris, 27. Floréal Jahr 6 (16. Mai 1798), S. 950 (übersetzt).
26. ↑  Gazette nationale ou Le Moniteur universel. Paris, 7. Prairial Jahr 6 (26. Mai 1798), S. 990 (übersetzt).
27. 1 2  François Kohler: Nouvion, Jean-Baptiste. In: Historisches Lexikon der Schweiz.  16. November 2010.
28. ↑  Am 3. Mai 1798.
29. ↑  Actenstücke zur Geschichte der französischen Invasion in die Schweiz im Jahre 1798, in: Archiv für Schweizerische Geschichte, 15. Band, Zürich 1866, S. 319–366, hier: S. 342 (übersetzt).
30. ↑  Werner Ort: Heinrich Zschokke (1771–1848). Eine Biografie. Baden 2013, S. 118/120.
31. ↑  Christian Schweizer: Styger, Paul. In: Historisches Lexikon der Schweiz.  20. Juli 2012.
32. ↑  (Heinrich Zschokke:) Der aufrichtige und wohlerfahrene Schweizer-Bote. 1. Band, (Luzern) 1798, Nr. 14 f. (undatiert), S. 110, 113.
33. ↑  Werner Ort: Heinrich Zschokke (1771–1848). Eine Biografie. Baden 2013, S. 180, 192 et passim.
34. ↑  Heinrich Zschokke: Geschichte vom Kampf und Untergang der schweizerischen Berg- und Waldkantone (…) Bern/Zürich 1801, S. 314 f.
35. ↑  Dominik Steinauer: Geschichte des Freistaates Schwyz (…) 1. Band, Einsiedeln 1861, S. 214.
36. ↑  Aus Ägeri und Menzingen.
37. ↑  Heinrich Zschokke: Geschichte vom Kampf und Untergang der schweizerischen Berg- und Waldkantone (…) Bern/Zürich 1801, S. 315–317.
38. ↑  Heinrich Zschokke: Geschichte vom Kampf und Untergang der schweizerischen Berg- und Waldkantone (…) Bern/Zürich 1801, S. 319–321.
39. ↑  Heinrich Zschokke: Geschichte vom Kampf und Untergang der schweizerischen Berg- und Waldkantone (…) Bern/Zürich 1801, S. 321.
40. ↑  Heinrich Zschokke: Geschichte vom Kampf und Untergang der schweizerischen Berg- und Waldkantone (…) Bern/Zürich 1801, S. 322 f.
41. ↑  Laut Actenstücke zur Geschichte der französischen Invasion in die Schweiz im Jahre 1798, in: Archiv für Schweizerische Geschichte, 15. Band, Zürich 1866, S. 319–366, hier: S. 346/Anm., standen am Etzelpass auch Märchler, die wie die Einsiedler unkriegerisch (bzw. weniger antirevolutionär gesinnt als die Schwyzer) waren.
42. ↑  Heinrich Zschokke: Geschichte vom Kampf und Untergang der schweizerischen Berg- und Waldkantone (…) Bern/Zürich 1801, S. 323 f.
43. ↑  Heinrich Zschokke: Geschichte vom Kampf und Untergang der schweizerischen Berg- und Waldkantone (…) Bern/Zürich 1801, S. 324–326.
44. 1 2  Joseph Anton Bellmont: Schicksale eines Bürgers von Schwyz, Hauptmann J. A. Bellmont (…) Heiden 1835, S. 15.
45. ↑  Heinrich Zschokke: Geschichte vom Kampf und Untergang der schweizerischen Berg- und Waldkantone (…) Bern/Zürich 1801, S. 326 f.
46. ↑  Der anonyme Verfasser der Biografie sah darin offenbar ein Versäumnis Paravicinis oder Redings.
47. ↑  Über Schindellegi–Biberbrugg, Altmatt (Rothenthurm)–Chatzenstrick und Änzenau (Feusisberg)–Tüfelsbrugg hätte der Feind Einsiedeln besetzen und den Verteidigern des Etzelpasses in den Rücken fallen können.
48. ↑  Die ehemaligen Untertanengebiete und geistlichen Herrschaften waren der Helvetischen Revolution weniger abgeneigt als die regierenden Orte.
49. ↑  P. Marian (Heinrich Josef) Herzog von Beromünster (1758–1828). In: Klosterarchiv Einsiedeln, Professbuch B, Nr. 462. Herzog floh nach dem Gefecht bei Wollerau nach Österreich.
50. ↑  Franz. commandant = Major.
51. ↑  Oberstleutnant.
52. ↑  Knittel = Knüppel. Die Täter waren offenbar nur behelfsmässig bewaffnete Landstürmer.
53. ↑  Joseph Anton Bellmont: Schicksale eines Bürgers von Schwyz, Hauptmann J. A. Bellmont (…) Heiden 1835, S. 13 f.
54. ↑  Joseph Anton Bellmont: Schicksale eines Bürgers von Schwyz, Hauptmann J. A. Bellmont (…) Heiden 1835, S. 14 f.
55. ↑  Demnach wurde auch Schilter ein Opfer fanatisierter Untergebener.
56. ↑  Rückzug.
57. ↑  Joseph Anton Bellmont: Schicksale eines Bürgers von Schwyz, Hauptmann J. A. Bellmont (…) Heiden 1835, S. 15 f. Nouvion besetzte Einsiedeln erst zwei Tage später. Reding könnte die Situation dramatisiert haben, um den vom Kriegsrat beschlossenen Rückzug durchzusetzen.
58. ↑  Joseph Anton Bellmont: Schicksale eines Bürgers von Schwyz, Hauptmann J. A. Bellmont (…) Heiden 1835, S. 16 .
59. ↑  Grosser Rat und Senat.
60. ↑  Wie heute im Ständerat.
61. ↑  Uri (ohne Leventina), Schwyz (ohne March und Höfe), Nidwalden, Obwalden, Zug, Fürstabtei Engelberg, Republik Gersau.
62. ↑  Glarus, Rapperswil, March, Höfe, Vogtei Windegg (Gaster, Gams), Grafschaft Uznach, Grafschaft Sargans, Grafschaft Werdenberg, Herrschaft Sax, Obertoggenburg.
63. ↑  Heinrich Zschokke: Geschichte vom Kampf und Untergang der schweizerischen Berg- und Waldkantone (…) Bern/Zürich 1801, Liste der im Kampf fürs Vaterland Umgekommenen und Verwundeten.
64. ↑  Heinrich Zschokke: Geschichte vom Kampf und Untergang der schweizerischen Berg- und Waldkantone (…) Bern/Zürich 1801, S. 358.
65. ↑  Franz Weidmann: Geschichte des ehemaligen Stiftes und der Landschaft St. Gallen (…) St. Gallen 1834, S. 299.
66. ↑  Gazette nationale ou Le Moniteur universel. Paris, 27. Floréal Jahr 6 (16. Mai 1798), S. 950 (übersetzt).
67. ↑  (Erzherzog Karl von Österreich:) Geschichte des Feldzuges von 1799 in Deutschland und der Schweiz. Wien 1819, 1. Theil, S. 385 f.; 2. Theil, S. 11, 98 f., 116 f.; Johannes Wieland: Geschichte der Kriegsbegebenheiten in Helvetien und Rhätien (…) 2. Theil, Basel 1827, S. 109 f., 121, 125 f., 155.

Koordinaten: 47° 10′ 32″ N, 8° 42′ 40″ O; CH1903: 696466 / 225743